# Arxiu hospitalari

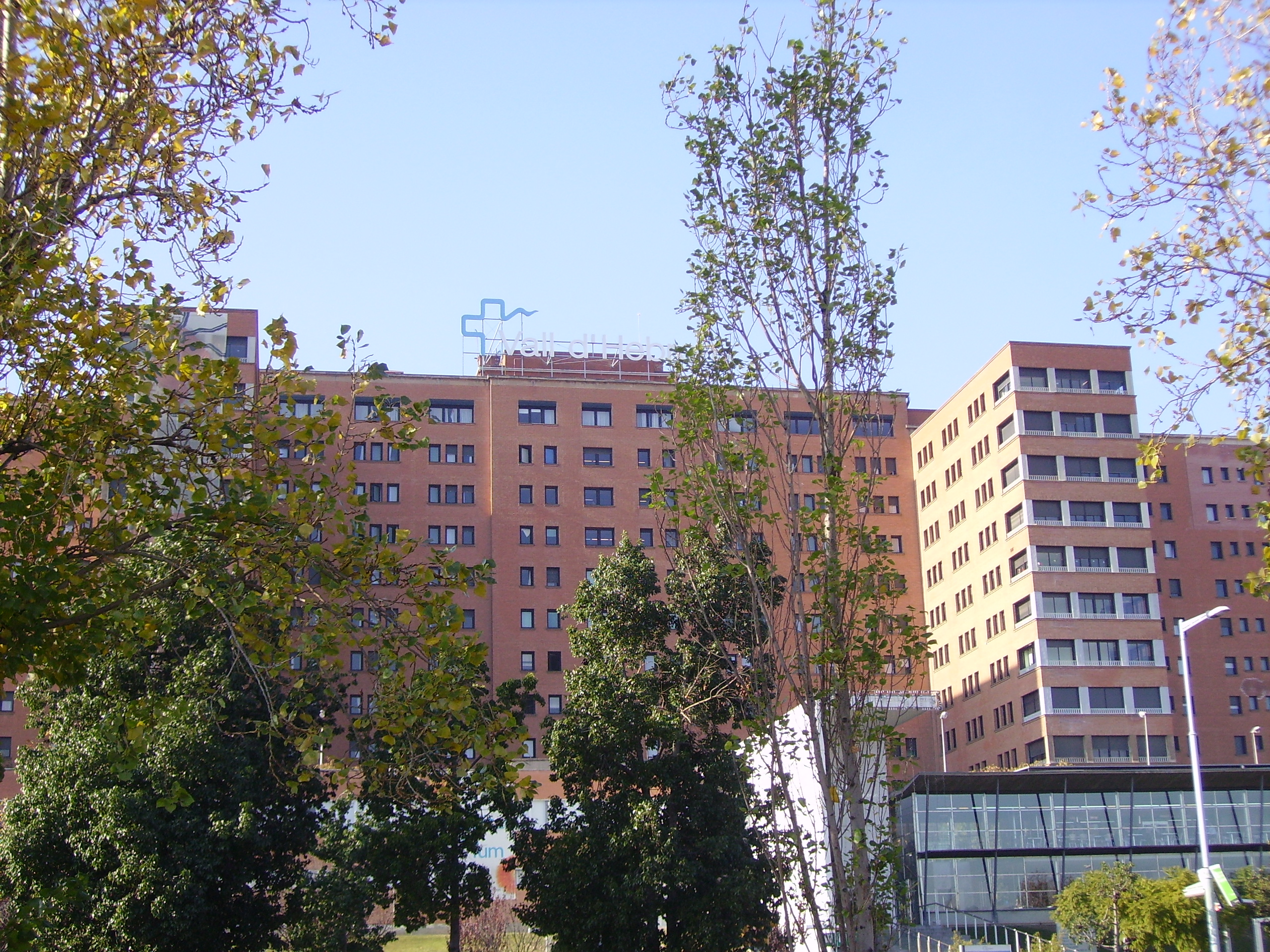
Façana principal de l'Hospital Vall d'Hebron de Barcelona

Un arxiu hospitalari és el conjunt de la documentació produïda per l'administració d'un hospital i és el servei encarregat de la conservació i la custòdia de les històries clíniques que s'elaboren a un hospital. Autoritza i executa qualsevol moviment o préstec de documentació clínica i manté actualitzada la seva localització, assegurant-ne la seva disponibilitat i vetllant per la seva confidencialitat, tot i que s'encarrega de tota mena de documentació relacionada amb l'hospital; manuals notarials, nòmina d'ingressats, proveïment, obrers personals, inventaris, etc. Possiblement el seu objecte d'estudi més destacat és la història clínica.

## Història
La mentalitat col·lectiva pel que fa a la pobresa es va transformar radicalment al llarg del segle xvi, fins a arribar, enfront al que hauria sigut la concepció medieval, a una valoració negativa, passant el necessitat a ser considerat una amenaça i un autèntic perill per la societat. Aquest canvi de mentalitat fou motivat per raons molt dispars, convergents entre elles i que aparegueren al mateix temps tant al món catòlic com al protestant. Per ambdues mentalitats la pobresa havia deixat de ser un ideal ètic. Aquest fet va tenir conseqüències molt importants tant en les mesures per combatre la pobresa, com en la creació i formació de nous hospitals.
En primer lloc, cal destacar dos problemes diferents: l'assistència dels malalts i les mesures per acabar i tractar de controlar el creixent problema de la pobresa. S'ha de tenir en compte que ja des del segle XV es va iniciar un llarg procés de separació de l'hospital medieval en dues institucions ben diferenciades; l'hospital sensu stricto, destinat a l'assistència de malalts i associada a la recollida d'orfes i els albergs o cases de pobres. Tots dos problemes estigueren molt units pel fet que eren assumptes públics dels quals se'n feien càrrec les autoritats urbanes en un moment en el qual l'Estat modern estava en construcció i no havia assumit encara totes les seves futures competències. A més, tots aquells que volien organitzar d'alguna manera els temes relacionats amb l'assistència o la salut estaven guiats pels mateixos objectius: l'eliminació total de la mendicitat, l'organització d'institucions efectives d'assistència pública i la unificació de tota classe d'infraestructures i recursos (hospitals, assistència domiciliaria, etc.).

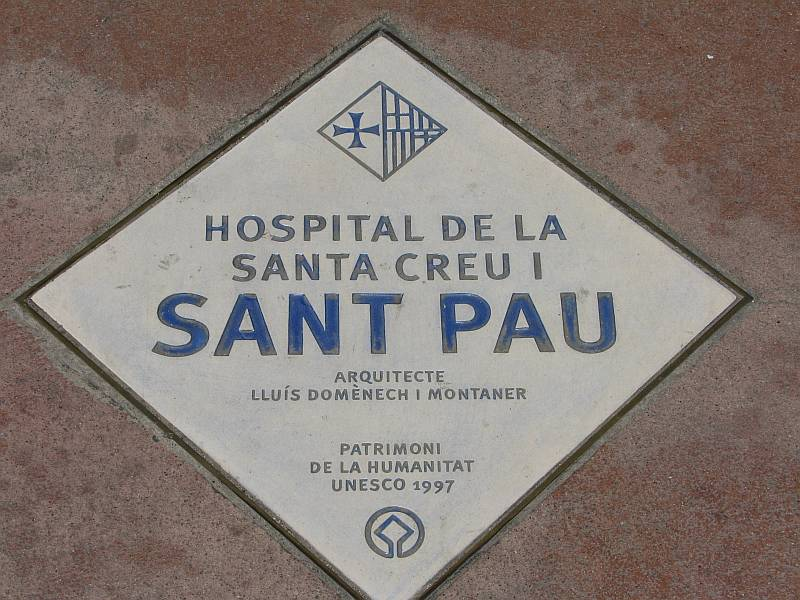
Hospital de la Santa Creu i Sant Pau de Barcelona

En concret, per a la societat europea moderna s'aplica el model grec clàssic que es desenvolupà en l'occident cristià medieval, d'una assistència mèdica diversificada en tres nivells, un per a cada estament de la societat. De forma molt simplificada podem distingir entre l'assistència que rebien els poderosos, que comptaven amb metges qualificats, la dels grups intermedis que rebien bàsicament una assistència domiciliaria i la de les classes més desprestigiades que eren els que acudien als hospitals. Fins fa poc, molta gent evitava ser internada a un hospital, ja que la llar familiar era on el malalt havia de ser tractat, els hospitals eren sinònim de pauperisme i de mort. Aquesta circumstància es deu al fet que ha perdurat en la consciència social la percepció de l'hospital segons les seves antigues funcions. Els malalts necessiten no tan sols tractament mèdic, sinó que també necessiten cures personals i un sostre on viure. A través de la història la societat ha acceptat tal necessitat com a responsabilitat de la vida comunitària i ha anat creant diferents institucions per a proporcionar als necessitats els serveis adients, ja que les tendències en el desenvolupament de la caritat apareixen profundament arrelades en la dinàmica social de protecció, patronatge i conflicte social. Per aquesta raó no és el mateix un hospital actual, reflex d'una societat de classes i d'un sistema econòmic capitalista, que un hospital medieval, inserit en una societat i economia feudal sense un Estat articulat, o un hospital modern, reflex d'una transició d'un Estat absolut o d'una societat amb uns estaments burgesos cada cop més poderosos. A més, com a institució mèdica, estarà íntimament relacionada tant en la seva estructura com en els seus fins amb el pensament mèdic del moment. Aquest aspecte és tan important que determina no només el tractament que els malalts han de rebre, sinó la mateixa construcció de l'hospital segons les idees de ventilació, higiene i prevenció de cada moment.
Un bon exemple de les dues principals característiques de les institucions hospitalàries, la seva continuïtat i la seva directa relació amb la societat, és la gran quantitat de documents que es conserven als arxius hospitalaris. Aquestes informacions encara resulten més interessants si es té en compte que es refereixen a períodes molt llargs i continus, donant lloc a llargues sèries temporals, que es remunten molt sovint a l'Edat Medieval i continuen fins a l'actualitat.
La història social s'ha ocupat del tema hospitalari, bé com a centre de recollida de les classes més baixes o com a expressió a través de les seves distintes formes i funcions, de les solucions que una societat donà al problema de la malaltia i la pobresa. S'ha intentat fer un apropament a la història hospitalària, però sens dubte l'aspecte que més ens ha d'interessar és el del funcionament intern. Es tracta del desenvolupament de la història més estrictament institucional, en el qual a través de la documentació de tipus administratiu, fonamentalment d'arxiu, es reconstrueix el funcionament intern i l'evolució històrica d'una institució hospitalària determinada. Normalment no trobem una coherència entre el pla normatiu i el real, és a dir, les normes que regien la institució de com es plasmaven en la realitat les normes. En gran manera a aquest aspecte pertanyen els estudis de llarga duració realitzats en hospitals francesos.

## Objectius i funcions de l'arxiu d'històries clíniques
Els principals objectius d'un arxiu d'històries clíniques han de ser els següents; garantir el manteniment d'una història clínica única per pacient, custodiar i conservar les històries clíniques garantint la confidencialitat de la documentació, garantir la disponibilitat de la documentació clínica necessària tant per la pràctica assistencial com per la docència, la investigació, el control de qualitat, la planificació o la gestió hospitalària, conèixer la ubicació exacta de totes les històries clíniques de l'hospital, hagin sigut entregades o no a l'arxiu d'històries clíniques, assegurar la transferència a l'arxiu d'històries clíniques un cop donat l'alta hospitalària al pacient o un cop donada per finalitzada la seva activitat ambulatòria, fomentar la dotació de la infraestructura necessària permetent garantir l'adequada conservació de la documentació clínica de l'hospital al llarg del temps, planificar el pas de les històries clíniques a una situació de passiu d'acord amb la normativa del centre i en funció del temps d'inactivitat, característiques i infraestructura de l'arxiu, grau de moviment de la documentació per a estudis o docència o tipus de patologia atesa i finalment, elaborar de forma continuada indicadors de producció i funcionament per l'adequat control de l'activitat de l'àrea.
Les principals funcions que un arxiu d'històries clíniques ha de complir són les següents; la custòdia de les històries clíniques supervisant i executant les normes del centre que regulen l'accés i la disponibilitat de la història clínica i de la informació en ella continguda, el préstec i la recepció de les històries clíniques, el seguiment de la documentació prestada, el manteniment i tractament de la documentació clínica i finalment, l'avaluació de l'activitat i control de la qualitat de l'arxiu d'històries clíniques.

## La informació clínica i de salut
Es considera informació clínica qualsevol dada, independentment de la seva forma o classe, que permeti adquirir o ampliar coneixements sobre l'estat de salut d'una persona, la forma de preservar-la, cuidar-la, millorar-la o recuperar-la. Per tant, informació sanitària és aquella que es generà a conseqüència de l'atenció sanitària, ja sigui primària, especialitzada o socio-sanitària. El concepte d'informació clínica, per tant, reuneix o inclou tant la informació sanitària com la de l'estat de salut.
Tota informació relativa a l'estat de salut d'un ciutadà es troba lligada al seu cicle de vida, i es genera quan es produeix un contacte amb un professional sanitari si quedà degudament documentat. Aquests contactes es produeixen quan el ciutadà es fa exàmens de salut, revisions mèdiques, programes de detecció, reconeixements mèdics laborals o inclús la necròpsia o investigacions forenses.
Aquesta informació l'ha vingut recollint des fa segles la història clínica, definida com el conjunt de documents que contenen dades, valoracions e informacions de qualsevol tipus sobre la situació i l'evolució clínica d'un pacient al llarg del procés assistencial. La història clínica està constituïda pel conjunt de documents, tant escrits com gràfics, que fan referència als episodis de salut i malaltia d'una persona i a l'activitat sanitària que es generà amb motiu d'aquests episodis. La història clínica té les següents funcions; assistencial, docent, investigació clínica o epidemiològica, gestió clínica i planificació de recursos assistencials, funcions jurídico-legals i control de qualitat assistencial. La història clínica ha de ser única per a cada persona, acumular tota la seva informació clínica i ha de ser integrada amb tota la informació de tots els contactes i episodis del pacient.

### Marc legal de la història clínica
La història clínica és regulada per un doble conjunt de normes, la legislació sanitària i la de protecció de dades.
Legislació sanitària
Les normes vigents a nivell estatal són la Llei General de Sanitat o Llei 14/1986, del 25 d'abril, la Llei 41/2002 del 14 de novembre, bàsica, reguladora de l'autonomia del pacient i dels drets i obligacions en matèria d'informació i documentació clínica, el Reial Decret 1093/2010 del 3 de setembre, pel qual s'aprovà el conjunt mínim de dades dels informes clínics en el Sistema Nacional de Salut i el Decret 38/2012 del 13 de març, sobre la història clínica i els drets i obligacions dels pacients i professionals de salut en matèria de documentació clínica. A més, s'han aprovat diverses normes dictades per les Comunitats Autònomes, algunes amb el rang de Llei, en el cas de Catalunya destacà la Llei 16/2010 del 3 de juny, modificant la Llei 21/2000 del 29 de desembre, sobre els drets d'informació en salut, l'autonomia del pacient i la documentació clínica.
Normativa sobre protecció de dades de caràcter personal
La regulació en matèria de protecció de dades de caràcter personal es constitueix per la Llei Orgànica 15/1999, del 13 de desembre i les normes dictades en el seu desenvolupament, entre les quals destaca per la seva importància el Reial Decret 994/1999, de l'11 de juny, pel qual s'aprova el Reglament de mesures de seguretat dels fitxers automatitzats que continguin dades de caràcter personal. Com succeeix amb la legislació sanitària, amb la normativa sobre protecció de dades també trobem diverses normes dictades per les Comunitats Autònomes, en el cas de Catalunya cal destacar la Llei 13/1989 del 14 de desembre, d'organització, procediment i règim jurídic de l'Administració de la Generalitat de Catalunya i la Llei 26/2010 del 3 d'agost, de règim jurídic i de procediment de les administracions públiques. Finalment, cal destacar en l'àmbit català la Llei 32/2010 de l'1 d'octubre, sobre protecció de dades.

## La irrupció de les TIC

### La identificació, requisit previ a la història de la salut electrònica

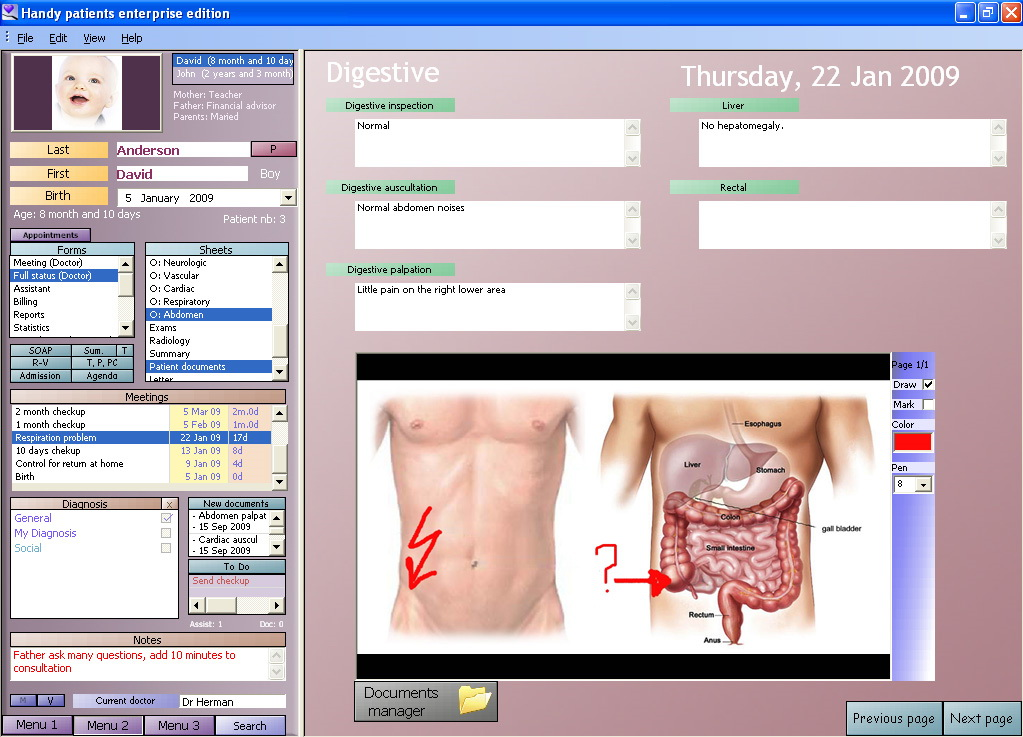
Exemple d'història clínica electrònica

El sistema no electrònic s'ha utilitzat durant segles, però cal destacar que la història clínica en paper presentà alguns problemes, entre ells destaquen; el desordre i la falta d'unitat dels documents, la informació il·legible, la seva qüestionable disponibilitat, la inalterabilitat de la informació, errors d'arxivat parcials, dubtoses garanties de confidencialitat, deteriorament del suport documental i dificultats per separar les dades de filiació dels clínics. Aquestes dificultats són més fàcils de resoldre en el cas de la història clínica informatitzada (HCI), la seva implantació no ha de suposar una distorsió en cap cas de l'activitat clínica.
La història clínica informatitzada o electrònica, que suposa la incorporació de les Tecnologies de la Informació i de les Comunicacions (TIC) al nucli de l'activitat sanitària, té com a conseqüència que la història deixi de ser un registre de la informació generada en la relació entre un pacient i un professional o centre sanitari, per a formar part d'un sistema integrat d'informació clínica. La informació de salut d'un ciutadà ha d'incloure, almenys, informació procedent dels següents sistemes; bases de dades de la targeta sanitària, històries clíniques actuals, sistemes clínics departamentals, programes de promoció per la salut i de prevenció de la malaltia, centres sanitaris concertats o d'altres serveis de salut, contingències de salut laboral, sistema de receptes electrònica, prestacions sanitàries complementàries i sistemes d'ajut a la presa de decisions clíniques.
La nova història clínica inclou tota la informació de salut d'un ciutadà amb independència d'on i quan ha sigut generada. A més, aquest sistema clínic ha de formar part del sistema d'informació del servei de salut corresponent, relacionant-se amb els sistemes de gestió economicofinancera, planificació estratègica i control de gestió. Perquè tots aquests sistemes es relacionin i s'intercanviïn entre si mateixos informació referida a les persones, és indispensable que aquestes persones estiguin perfectament identificades.

### La targeta sanitària
Alguns dels sistemes d'identificació de les persones en el nostre país són el Registre Civil, el Document Nacional d'Identitat (D.N.I) i el Document d'Afiliació a la Seguretat Social. Tots aquests identificadors, però, no compten amb la precisió que exigeix el sistema d'informació clínica, per aquesta raó a finals de la dècada de 1980 i començaments de la del 1990 els serveis de salut espanyols van iniciar la identificació dels seus usuaris amb l'assignació d'una targeta sanitària. L'intercanvi d'informació electrònica exigeix la certesa de la identitat del pacient, del professional sanitari que produeix aquesta informació i del centre sanitari on es porta a terme l'atenció. En el cas espanyol s'utilitzen codis nacionals o regionals, d'utilització restringida per al sector sanitari. Al sistema sanitari espanyol l'assignació de codis d'identificació personal per part dels serveis de salut començà amb motiu de l'emissió de targetes, una emissió que es va fer seguint quatre objectius clars; crear una base de dades que registrés la filiació de tots els ciutadans amb dret reconegut a assistència sanitària pública, identificar individualment als usuaris, acreditar de forma personal el dret a les prestacions i posar a disposició dels centres sanitaris la base de dades per facilitar la gestió d'aquests. Algunes de les principals preocupacions que es tingueren quan es varen emetre les targetes sanitàries foren la creació de bases de dades i l'acreditació de les prestacions i no pas la identificació de les persones. Aquestes prioritats eren conseqüència lògica de les necessitats de planificació i gestió que es tenien en aquell moment. Fins aquell moment els serveis de salut no disposaven d'informació fidedigna del nombre i característiques de la població que devien atendre. La prioritat en l'acreditació de les prestacions es devia a la voluntat de diferenciar-se de l'administració de la Seguretat Social, responsable fins aquell moment d'aquest tràmit. El fet que es consideri la targeta com un instrument d'acreditació de prestacions, fa que en alguns serveis de salut es condicioni la funció d'identificació a la d'acreditació, identificant així només a aquells que tenen dret a les prestacions del sistema públic. Això fa que alguns col·lectius de persones que accedeixen al sistema sanitari per altres vies, es trobin amb dificultats a l'hora de ser identificats.
En les primeres targetes sanitàries del nostre sistema sanitari es va optar per claus d'identificació relacionades amb els cognoms, el sexe o la data de naixement de les persones identificades. Com es poden produir canvis en alguns d'aquests atributs, cal assignar un nou codi, fet que provoca que una persona pugui tenir més d'un codi. Per tot això, es considera que la millor manera és la generació de números seqüencials. Per assignar aquests codis identificadors en un breu període i evitant que existeixin persones amb més d'un identificador és obligatòria l'existència d'una entitat responsable de l'assignació d'aquests codis. En el cas del nostre sistema són les Comunitats Autònomes les que s'encarreguen d'aquesta tasca. Per accedir a la informació clínica corresponent a una persona cal la seva identificació unívoca, localitzar la informació desitjada i complir els requisits de seguretat i confidencialitat. Amb tot, la targeta sanitària va guanyant terreny i va adquirint noves utilitzacions, algunes de les noves tendències d'utilització són; l'automatització de tasques sense valor afegit, l'accés segur i confidencial a la informació clínica en xarxa o l'emmagatzematge de la informació clínica titular. Aquestes noves utilitats precisen alhora un nou estàndard tecnològic de dades i de seguretat basat en el compliment dels procediments de seguretat, en l'establiment d'estàndards d'intercanvi d'informació i en la dotació de les targetes sanitàries d'un xip electrònic.

### Perspectives de futur
En el moment actual s'estan aplicant les TIC a esquemes clàssics del maneig d'informació, però la presentació de les dades es diferencià més bé poc de la seva captura. La història sanitària electrònica (HSE) es veurà afavorida per la incorporació de nous dispositius com les “Tablet PC” i de tecnologies de reconeixement per veu i d'escriptura manual. També Internet s'incorporarà amb major importància a la HSE facilitant la interacció amb tots els àmbits, en especial el social, influenciant en la recollida i presentació de dades.